# Donald Byrd
Donaldson Toussaint L'Ouverture Byrd II, músic i compositor de jazz estatunidenc, va néixer a Detroit el 1932. Se'l considera un dels trompetistes més representatius del hard-bop posteriors a la mort de Clifford Brown.
Fill d'un capellà metodista i músic amateur, Donald Byrd ja interpretava peces clàssiques amb la trompeta en la seva època d'institut, arribant a tocar amb Lionel Hampton. Durant la seva estada a l'exèrcit, Byrd toca en la banda militar, i el 1954 finalitza la llicencitura en música a la Wayne State University. El 1955 se'n va a Nova York a aprofundir en els seus estudis de música, i ben aviat s'uneix als Jazz Messengers d'Art Blakey. Al mateix temps comença a fer diverses sessions com a líder pel segell discogràfic Savoy; també grava com a sideman sota el segell Prestige.
El 1957 s'uneix amb Gigi Gryce, fundant el Jazz Lab Quintet.
L'any 1958 signa un contracte d'exclusivitat amb Blue Note, associant-se amb el saxofonista Pepper Adams fins a 1961, on demostra la seva creativitat com a compositor. A poc a poc es guanya una reputació com a estilista sòlid, amb un to net i melòdic. D'aquesta època cal destacar l'àlbum Byrd in Hand (1959).
El 1961, la gravació de Free Form suposa el début discogràfic d'un jove Herbie Hancock. Després d'una estada a Europa, retorna el 1963 amb A New Perspective, on incorpora cors de gòspel en els arranjaments.
Paral·lelament, Byrd desenvolupa una carrera com a acadèmic de la música, fent de professor en diverses universitats i assolint el doctorat en etnomusicologia. Inspirat pel moviment pels drets civils dels negres, comença a estudiar la música africana. En aquesta època grava els darrers àlbums d'estil hard-bop, com Mustang! (1966). Influenciat per Miles Davis, Byrd comença a apropar-se cap a un estil de fusió, amb l'ús de l'electrònica i de ritmes funkies.
El 1972, amb el disc Black Byrd, una barreja de jazz, funky i R&B obté un gran èxit. Resulta ser el disc més venut en la història de Blue Note, tot i que les crítiques no li són gaire favorables. Els anys 70 i 80 fa de mànager de músics joves, amb els quals també grava. destaca especialment el grup de fusió The Blackbyrds.

## Discografia
Com a líder:
- Byrd's Word (1955)
- Off to the Races (1958)
- Byrd in Hand (1959)
- Byrd in Flight (1960)
- The Cat Walk (1961)[1]
- A New Perspective (1963)
- Electric Byrd (1970)
- Black Byrd (1972)

Com a sideman:
- Jazz Messengers (1956, Art Blakey)
- Lush Life (1957, John Coltrane)
- Sonny's Crib (1957, Sonny Clark)
- Vertigo (1959, Jackie McLean)
- My Point of View (1963, Herbie Hancock)
- Turnaround (1965, Hank Mobley)